# Michael Hart
Michael Stern Hart (8 de març del 1947 - 6 de setembre del 2011), més conegut com a Michael Hart, va ser un escriptor estatunidenc, famós sobretot per haver inventat el llibre electrònic i per haver fundat el Projecte Gutenberg, la primera iniciativa per fer llibres electrònics disponibles lliurement a Internet. Va publicar llibres electrònics anys abans que existís Internet, per ARPANET, i després a xarxes BBS i servidors Gopher.
Després de fundar el Projecte Gutenberg el 1971, Hart va dedicar la seva vida a digitalitzar i distribuir obres literàries que estaven en el domini públic. Els primers llibres electrònics es van teclejar en format de text pla i es van publicar com a fitxers de text; més endavant es van oferir també en altres formats. Al principi, Hart era qui teclejava la majoria dels textos, però després s'hi van anar afegint voluntaris.

## Primers anys
Michael Stern Hart va néixer el 8 de març del 1947 a Tacoma, Washington. El seu pare era contable i la seva mare, que havia estat criptoanalista durant la Segona Guerra Mundial, era gerent en una botiga. El 1958, la família es va traslladar a Urbana (Illinois), i els seus pares hi van fer de professors universitaris, el pare d'estudis shakespearians i la mare d'educació matemàtica. Hart va estudiar a la Universitat d'Illinois i es va graduar en només dos anys en Interfícies d'Usuari. A continuació va començar estudis superiors, però no els va acabar. També va ser músic de carrer poc temps.

## Projecte Gutenberg
Mentre es va estar a la Universitat d'Illinois, hi va poder gaudir d'un compte d'usuari amb un temps d'ús pràcticament il·limitat (que aleshores valia entre 100.000 i 100.000.000 $) al sistema informàtic, gràcies a dos dels operaris de l'ordinador central, un dels quals era el seu millor amic i l'altre el del seu germà. Malgrat que aquests recursos informàtics s'hi solien utilitzar per processar dades, Hart, sabent que l'ordinador estava connectat a una xarxa (part de la futura Internet), va decidir utilitzar-los per distribuir informació. Segons va explicar, quan li van crear el compte, que era el 4 de juliol (Dia de la Independència dels Estats Units d'Amèrica) del 1971, va voler "tornar el favor" fent alguna cosa molt valuosa. Com que tenia un exemplar de la Declaració d'Independència dels Estats Units d'Amèrica que li havien donat en una botiga de queviures després de veure els focs artificials aquell vespre, va teclejar-ne el text a l'ordinador. Al principi pretenia enviar-lo per correu electrònic a molta gent de cop, però li van dir que allò seria inacceptable i va acabar posant-lo disponible per descarregar.
Així va ser com va començar el Projecte Gutenberg, la primera biblioteca digital. Hart va seguir afegint-hi textos de clàssics com ara la Bíblia, Homer, Shakespeare i Mark Twain, i fins al 1987 ja havia teclejat 313 llibres. Llavors, participant en el grup d'usuaris de PCs de la Universitat d'Illinois i amb l'ajuda del programador Mark Zinzow, va reclutar voluntaris i va preparar una infraestructura de rèpliques i llistes de correu pel projecte, que d'aquesta manera va poder créixer molt més ràpid.
Els objectius del projecte eren els següents:
"Fomentar la creació i la distribució de llibres electrònics"
"Contribuir a trencar els barrots de la ignorància i de l'analfabetisme"
"Donar tants llibres electrònics i a tanta gent com es pugui"
Hart considerava que la millor manera d'aconseguir-los era utilitzar el format menys exigent possible: en paraules del diari The Chronicle of Higher Education, per Hart, l'accés obert volia dir "accés obert sense necessitat de pantalles específiques, ni programari especial, ni cap altra connexió que la més simple possible". La seva intenció inicial era posar els 10.000 llibres més consultats a l'abast del públic a preu baix o nul, i tenir-ho fet cap al final del segle xx.

## Altres activitats
Hart era escriptor i les seves obres estan disponibles de franc al servidor del Projecte Gutenberg. A més, era membre del Projecte RepRap, que pretén crear una màquina autoreplicant.
També va participar en el disseny de la Interpedia, un intent primerenc (1993) de desenvolupar una "enciclopèdia en línia" gratuïta i d'accés obert que no va arribar a realitzar-se.

## Vida privada
Hart va aconseguir viure dels diners que guanyava com a professor adjunt i de les subvencions i donacions que rebia el Projecte Gutenberg. També feia treballs esporàdics, i va utilitzar una plaça no remunerada a la Universitat Benedictina per sol·licitar donacions pel projecte. Sobre això va dir: "Sé que a la majoria de la gent li sembla estrany, però és que jo mai m'he cregut massa tot el tema dels diners. Quan en guanyava no els gastava. Tot depèn del punt de vista". A reduir les despeses hi ajudava que utilitzava remeis casolans, es reparava la casa i el cotxe, i es muntava els ordinadors, equips musicals i altres aparells a partir de components recuperats de les deixalles.
Una particularitat de la manera d'escriure de Michael Hart era que, en els correus electrònics i articles de blog, escrivia els paràgrafs amb línies de la mateixa longitud en tipus de lletra d'amplada fixa: escollia les paraules de manera que totes les línies tinguessin el mateix nombre de caràcters. Exemple extret del seu últim butlletí, que es va distribuir el juliol del 2011:
```
As many of you know, just 5 years ago or so Australia's
Parliament voted a resolution to resist those copyright
extensions that had recently taken place in the US, EU,
and other locations, but only a few years later tumbled
into line after a few rounds of economic warfare levied
upon them by The Mouse or other long copyright holders.

```

Hart va morir el 6 de setembre del 2011 d'un atac de cor a casa seva, a Urbana, Illinois, als 64 anys.